# Еберхардина Катарина фон Вюртемберг
Еберхардина Катарина фон Вюртемберг (на немски: Eberhardine Katharina von Württemberg; Eberhardine von Württemberg-Winnental; * 12 април 1651 в Щутгарт; † 19 август 1683 в Йотинген) е херцогиня от Вюртемберг-Винентал и чрез женитба княгиня на Йотинген-Йотинген (1682 – 1683) в Бавария.
Тя е най-малката дъщеря на херцог Еберхард III фон Вюртемберг-Щутгарт (1614 – 1674) и първата му съпруга вилд- и рейнграфиня Анна Катарина Доротея фон Залм-Кирбург (1614 – 1655), дъщеря на шведския военачалник граф Йохан Казмир фон Залм-Кирбург (1577 – 1651) и графиня Доротея фон Золмс-Лаубах (1579 – 1631). Баща ѝ се жени втори път на 20 юли 1656 г. за 16-годишната графиня Мария Доротея София фон Йотинген (1639 – 1698).
Еберхардина умира при раждане на 19 август 1683 г. на 32 години в Йотинген.

## Фамилия
Еберхардина Катарина фон Вюртемберг се омъжва на 30 април 1682 г. в Йотинген за княз Албрехт Ернст I фон Йотинген-Йотинген (* 14 май 1642; † 8 февруари 1683). Той е вдовец на нейната сестра херцогиня Кристина Фридерика (1644 – 1674). Тя е втората му съпруга. Те имат син, който умира като бебе:
- Албрехт Ернст фон Йотинген-Йотинген (* 19 август 1683 в Йотинген; † 6 септември 1683 или 1684 в Кирххайм унтер Тек)